# Elettrotreno FS ETR.200
L'ETR.200 (Elettro Treno Rapido modello 200) è il progenitore dei treni ad alta velocità italiani a trazione distribuita; nel 1939 - quando ancora la maggior parte dei treni erano condotti dalle locomotive a vapore - dimostrò nei fatti la possibilità per un convoglio elettrico di viaggiare a 200 km/h.
Il progetto innovativo, con il frontale spiccatamente aerodinamico e l'elevato comfort interno, fecero di questo elettrotreno il fiore all'occhiello delle ferrovie italiane. Fu al tempo motivo di orgoglio nazionale.

## Storia

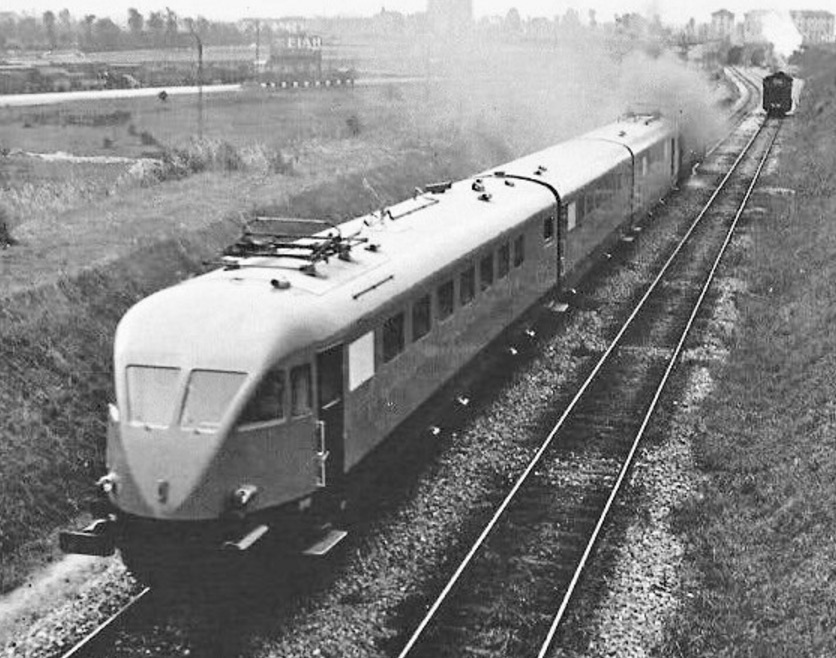
ETR 200 durante un trasferimento nel 1936, al traino di una locomotiva a vapore.

### Le origini
Negli anni trenta le Ferrovie dello Stato vararono un programma di potenziamento delle linee ferroviarie, elettrificando le dorsali principali come la Milano–Bologna–Firenze–Roma–Napoli–Reggio Calabria e costruendo le prime linee direttissime interurbane.
Nel 1934 cominciò lo sviluppo dell'ETR.200: il progetto, cui parteciparono gli architetti Gio Ponti e Giuseppe Pagano, si basava su tecnologie innovative, come le carenature aerodinamiche e gli acciai speciali. Il frontale venne sviluppato nella galleria del vento del Politecnico di Torino e portò alla creazione del cosiddetto "muso a testa di vipera".
Gli ETR 200, vennero anche soprannominati i "Nuvolari" della rotaia, in onore al leggendario Pilota automobilistico in auge proprio negli anni 1930.

### Le prime consegne e la Fiera di New York
Nel 1936 la Società Italiana Ernesto Breda consegnò il primo esemplare, facente parte del primo ordine di 6 treni: un convoglio articolato con trazione distribuita, composto da due carrozze con cabina di guida e da una carrozza intermedia, montato su quattro carrelli a due assi di tipo "Cm 1000" (carrelli di testa e coda dotati di motore indipendente su ambo gli assi, e due carrelli intermedi di tipo Jakobs con un asse motore ciascuno - "T 62-R-100"), con carenatura integrale e protezioni aerodinamiche sugli snodi.
Il treno era stato progettato per raggiungere i 160 km/h, ma le corse di prova evidenziarono alcuni punti deboli: i primi pantografi davano problemi di contatto sopra i 130 km/h, per cui fu installato uno specchietto che consentiva al macchinista di controllarne il funzionamento in corsa.
Dopo la messa a punto i treni vennero rimessi in linea ed entrarono ufficialmente in servizio nel 1937 servendo sulla tratta Bologna-Roma-Napoli.

L'ETR.214 in corsa di linea da Bologna a Roma, 1939

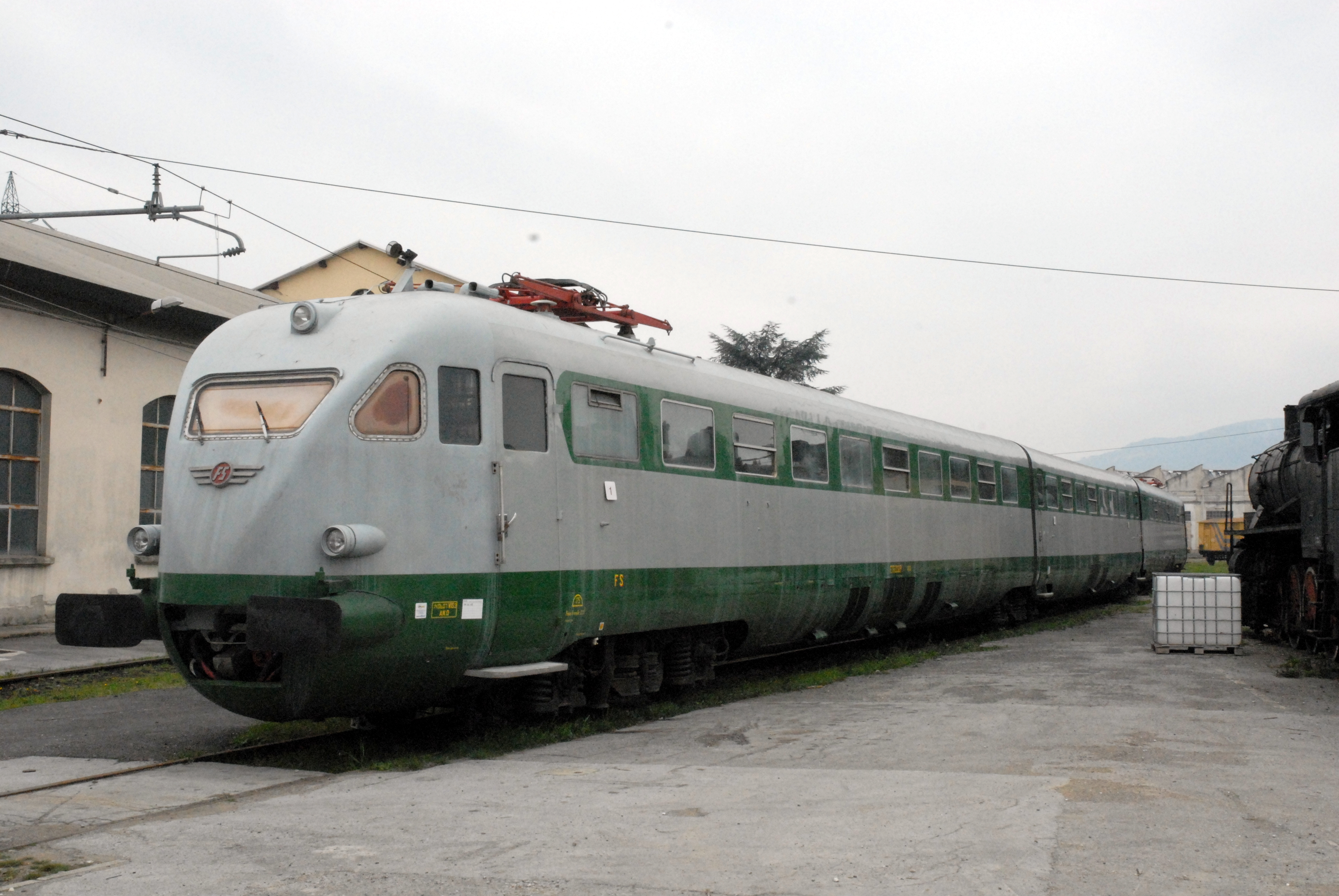
l'ETR.214 (rinumerato ETR.220 232P) in rimessa a Pistoia

Avendo comunque il treno dimostrato le sue qualità, nel 1936 fu ordinata la seconda serie di 8 esemplari, le cui consegne iniziarono alla fine del 1938. A differenza dei precedenti, che erano dotati anche di posti di seconda classe, questi treni furono allestiti con soli posti di prima classe.
Gli ETR.200 erano dotati di condizionamento a bordo (impianto Dell'Orto, inizialmente a freon, poi a cloruro di metile per ragioni autarchiche), termostati automatici, finestrini panoramici e arredi eleganti con sedili reclinabili; uno di tali esemplari fu inviato all'Esposizione Universale di New York del 1939 e ad altre mostre per promuovere l'industria italiana all'estero; fu accolto con interesse ma senza alcun seguito di ordinazioni.
Il 6 dicembre 1937 un elettrotreno ETR.200 con a bordo dei tecnici francesi, convocati con l'intento di sbalordirli, in occasione di una corsa dimostrativa viaggiò sulla direttissima Roma–Napoli alla velocità di 201 km/h nel tratto fra Campoleone e Cisterna.

### Il record
Il 20 luglio 1939 l'ETR.212, condotto dal macchinista Alessandro Cervellati, stabilì un record di velocità (velocità media sulla lunga distanza, non velocità di punta) tra Firenze e Milano, con la velocità massima di 203 km/h raggiunta nel tratto fra Pontenure e Piacenza.
Il viaggio fu fatto alla velocità media di 165 km/h. I 316 km tra le due città furono coperti in 115 minuti: in 38 minuti il percorso tra Firenze e Bologna di 97 km (quindi alla media di 153 km/h) e in 77 il tratto fra Bologna e Milano, 219 km di percorso, alla media di 171 km/h. Una leggenda voleva che alla guida vi fosse lo stesso Mussolini, ma egli non partecipò alla corsa. Accanto al macchinista in realtà si trovava il ministro delle Comunicazioni Benni, che all'arrivo inviò al Capo del Governo un telegramma encomiastico. A bordo c'erano anche il sottosegretario Mario Jannelli, il direttore generale delle FS ingegnere Luigi Velani e molti tecnici e giornalisti italiani e stranieri, che riferirono della corsa dando fama internazionale alle FS.

### Il periodo bellico ed il ritiro
Nel 1939 venne ordinata la terza serie, consegnata fra novembre e dicembre 1941. Due di essi furono danneggiati dagli eventi bellici e demoliti nel 1946.
Nel 1940 i treni vennero ritirati dal servizio, visto che con le privazioni della guerra non vi era più richiesta per questo tipo di mezzi. Tutti i treni fermi in deposito furono danneggiati dai bombardamenti: dopo essere stati riparati o parzialmente ricostruiti ripresero servizio tra il 1946 e il 1952, dotati di un nuovo climatizzatore; tutti i carrelli furono unificati con quelli degli ETR.215-218 di terza serie.

### Le riconversioni
Nel dopoguerra gli ETR.200 ripresero a svolgere, come prima della guerra, i servizi più importanti della penisola. Dall'arrivo degli ETR.301 e 302, e fino al 1959, anno dell'arrivo del terzo ETR.300, svolsero i Milano-Roma in inverno perché i due Settebello erano in manutenzione e quindi d'inverno la Freccia della Laguna Roma-Venezia venne effettuata con automotrici. Dopo il 1959 e l'arrivo, nel 1960, degli ETR.250 "Arlecchino", le FS si resero conto che gli ETR.200 erano in parte superati da questi nuovi treni. Vennero perciò avviate le trasformazioni degli ETR.200, avvenute tra il 1960 e il 1964 con l'aggiunta di una quarta cassa, costruita sempre dalla Breda. Venne troncata una testata con la cabina di guida, sostituendo la stessa con un intercomunicante, e aggiunta la quarta vettura, con cabina di guida, dotata però di carrelli indipendenti e non articolati perché si decise di modificare il meno possibile gli ETR.200. Nacque così il gruppo degli ETR.220, che tra l'altro ricevettero, sin dalla trasformazione, la livrea grigio nebbia-verde magnolia dei nuovi mezzi rapidi delle Ferrovie dello Stato.
Nel 1970, in rispondenza alle nuove norme di sicurezza, si eliminarono i vetri frontali doppi e si installò un nuovo vetro singolo corazzato e il terzo faro superiore. Nel 1966 e fino al 1969, undici esemplari vengono modificati in ETR.220 P (Potenziato) con l'installazione dei nuovi carrelli Z 1040 e Zpm 1040 e la trasformazione del quarto elemento da rimorchiato a motore. Tra il 1970 e il 1972 gli altri 6 elettrotreni vengono trasformati in AV (alta velocità): oltre alle modifiche degli esemplari P, si modificò il rapporto di trasmissione da 34/50 a 38/46, fu migliorata la frenatura e installata la ripetizione dei segnali in cabina, facendo così salire la velocità a 180 km/h dai 160 originali. Gli elettrotreni, in turno con gli Arlecchino, effettueranno fino al 1973 la Freccia del Vesuvio Milano-Napoli. I servizi si concentrarono per lo più al nord, in turno con gli Arlecchino, anch'essi spodestati dalla Freccia del Vesuvio.
Negli anni 1980 si decise di trasformare i 6 elettrotreni AV in ETR.240, con modifiche per lo più interne: la più importante fu la trasformazione del comparto bar in posti a sedere, modifiche che insieme alla soppressione del bagagliaio si notavano anche dall'esterno. Si trasformarono però solo 5 elettrotreni, per il cambio di politica in seno alle FS. Il vero servizio regolare iniziò solo nel 1988 con il Genova Sprint, la Freccia Atesina Milano Centrale-Merano e treni sulla Genova-Venezia/Udine/Trieste. Nel 1990 effettuarono il treno IC "Svevo" tra Milano Centrale e Trieste/Udine in "tripla trazione" (ovvero tre elettrotreni connessi assieme con un comando unico), in deroga alle norme vigenti, visto il successo del servizio. Finì il servizio regolare degli ETR.240 nel 1991, mentre quello dei 220 nel 2002 con gli ultimi servizi intercity tra Roma e Pescara. A fine 2002 si chiuse un capitolo di storia durato ben 65 anni.

### Assegnazioni al parco rotabili storici

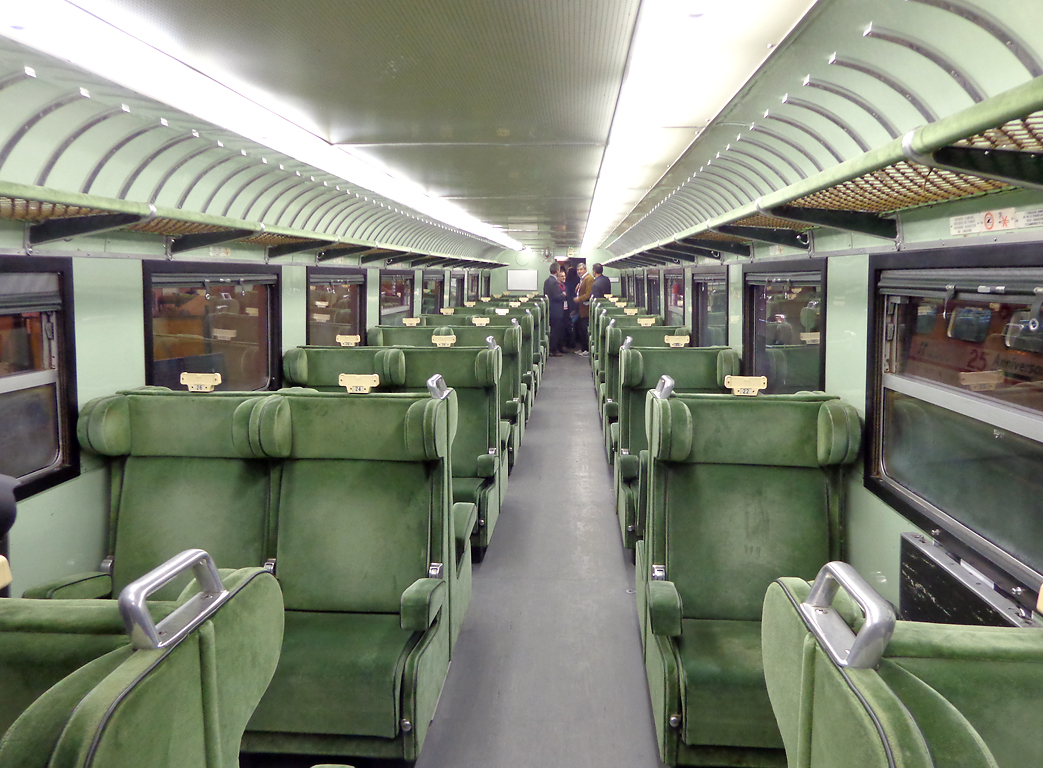
L'interno dell'ETR.232

L'ETR.232, titolare del record di velocità del 1939 con la denominazione di ETR.212, è stato riparato, restaurato ed inserito nel Parco Storico delle FS. Conservato presso il Deposito Rotabili Storici di Pistoia e affidato da Trenitalia (che ne è proprietaria) all'associazione "Italvapore" Associazione Toscana Treni Storici la quale appronta spesso dei treni storici rievocativi per appassionati, oppure per motivi pubblicitari, turistici o riprese cinematografiche di film ambientati negli anni trenta-sessanta.
Il 31 ottobre 2013 è stato portato a Roma assieme all'ETR.252 "Arlecchino"; conservato presso la Rimessa Presidenziale di Via Giolitti 168 (Roma Termini) insieme alle carrozze del Treno Presidenziale in affidamento alla Fondazione FS, ad ottobre 2020 è stato trasferito per una revisione generale presso Officina Metalmeccanica Specializzata (OMS) di Porrena. Si prevede una ristrutturazione che lo riporterà in servizio non prima del 2025.

### Fonti a stampa
- Giuseppe Bianchi, Gli elettrotreni serie ETR, in Rivista tecnica delle ferrovie italiane, .. (1936).
- Cesare Carli, Severo Rissone, Gli elettrotreni serie ETR.207-214 e il primato mondiale di velocità sul percorso Firenze-Milano, in Rivista tecnica delle ferrovie italiane, ..., 28 (1939), pp. 208–225. Rist. in Ingegneria Ferroviaria, 1990.
- Tomaso Zattoni, Esercizio con mezzi leggeri e veloci sulla rete a c. c. 3000 volt delle Ferrovie Italiane dello Stato, in Rendiconti della riunione annuale, Milano, Associazione Elettrotecnica Italiana, 1939.

### Storiografia e complementi
- Giovanni Cornolò, Una leggenda che corre! (prima parte), in Italmodel ferrovie, 28 (1978), n. 219, pp. 686-696.
- Giovanni Cornolò, Una leggenda che corre! (seconda parte), in Italmodel ferrovie, 28 (1978), n. 219, pp. 686-696.
- Giovanni Cornolò, Una leggenda che corre! (terza parte), in Italmodel ferrovie, 28 (1978), n. 220, pp. 770-782.
- Giovanni Cornolò, Una leggenda che corre! (terza parte), in Italmodel ferrovie, 28 (1978), n. 222, pp. 14-27.
- Giovanni Cornolò, Una leggenda che corre. Breve storia dell'elettrotreno e dei suoi primati. ETR.200 - ETR.220 - ETR.240, 2. ed., Salò, Editrice Trasporti su Rotaie, 1990, ISBN 88-85068-23-5.
- Valter Guadagno, Le ferrovie italiane nel periodo 1924-1944: un numero indice, in Ingegneria Ferroviaria, 60 (2005), n. 5, pp. 435-...
- Valter Guadagno, Il periodo 1944-1963: un indice di misurazione quali-quantitativo, in Ingegneria Ferroviaria, 61 (2006), n. 6, pp. 507–513.
- Angelo Nascimbene, I "Nuvolari" della rotaia, in Tutto treno, 3 (1990), n. 21, pp. 18–25.
- Angelo Nascimbene, Una storia feconda, in Tutto treno, ... (2013), n. 276, p. 16.
- Angelo Nascimbene, Verso l’Alta Velocità, in Tutto treno, ... (2013), n. 276, pp. 18-23.
- Angelo Nascimbene, L’ETR per eccellenza, in Tutto treno, ... (2013), n. 276, pp. 24-35.
- Angelo Nascimbene, Le quattro metamorfosi, in Tutto treno, ... (2013), n. 276, pp. 36-51.
- Angelo Nascimbene, Testimone del tempo, in Tutto treno, ... (2013), n. 276, pp. 52-68.
- Francesco Perticaroli, La qualità del servizio ferroviario nella percezione del pubblico e le sue connessioni con la potenzialità della rete, in Trasporti e trazione, 12 (1999), n. 4, pp. 110–121.
- Redazione modellismo, Storia ed evoluzione degli ETR in scala, in Tutto treno, ... (2013), n. 276, pp. 69-75.